# Vennesla
Vennesla est une kommune de Norvège. Elle est située dans le comté d'Agder.

## Population
Vennesla compte au 1er octobre 2012 13 702 habitants,  dont la plupart habite  dans la localité de Vennesla qui compte à elle seule 11 000 habitants : qui est ainsi la troisième localité du Vest-Agder après Kristiansand et Arendal. 
Parmi les autres localités on compte Skarpengland, Kvarstein, Mosby, Vikeland , Grovane, Røyknes.
La population de la commune a fortement augmenté à partir de la 1re Guerre mondiale en raison de l'implantation d'entreprises industrielles avec une forte demande de main-d'œuvre. Ces dernières années, la croissance a ralenti. Durant la période 1995-2005, la population a augmenté de 6,0 %.

## Histoire
Les premiers habitants s'établirent à l'âge de pierre à Kvarstein, la localité la plus au sud de la commune. 
Jusqu'au XIXe siècle, les habitants vivaient de l'agriculture, de la sylviculture et de la pêche (particulièrement du saumon). La rivière Otra qui traverse la commune, a permis le flottage du bois.
À partir des années 1850, des industries modernes se sont installées à Vennesla. La ligne du Setesdal permit l'augmentation des échanges et de la production.  
La pêche du saumon a été également important pour Vennesla.
En 1964, la réforme des communes réunit trois communes : Vennesla, Hægeland et Øvrebø.

### Héraldique
Le blason de la ville est moderne, il date du 15 mai 1971. Les trois bandes ondulées symbolisent la rivière Otra qui traverse la commune; les arbres symbolisent la sylviculture et les roues dentelées symbolisent l'industrie.

## Industrie
La rivière Otra coule à travers Vennesla et offre des avantages naturels pour un certain nombre d'entreprises industrielles dans la municipalité. Certaines ont été à l'origine basées sur le bois, d'autre de l'électricité. Les principales industries de la commune sont liées à l'exploitation forestière : 77 % de la commune est couverte de forêts.
Huntonit (BYGGMA ASA) est le plus gros employeur de la municipalité.
La fabrique de papier Hunsfos fabrikker qui fut le plus gros employeur de la commune  (140 employés en 2011) a dû être déclaré en faillite en septembre 2011 après 125 années de présence sur la commune.
Le site a été racheté par des investisseurs locaux qui souhaitent y construire un nouveau parc industriel.

## Communications
La route nationale 9 (Setesdalsvegen) relie Kristiansand au Setesdal. En outre, il existe de bonnes liaisons routières vers Kristiansand - la plus largement utilisée est la route de comté 405 (Venneslavegen). La route E18 passe par Vennesla.
Vennesla est traversée par la ligne du Sørland. 

## Personnalités liées à la commune
- Morten Harket

## Jumelages
- Odder  Danemark
- Katrineholm  Suède
- Salo  Finlande